# 党卫队骑兵旅

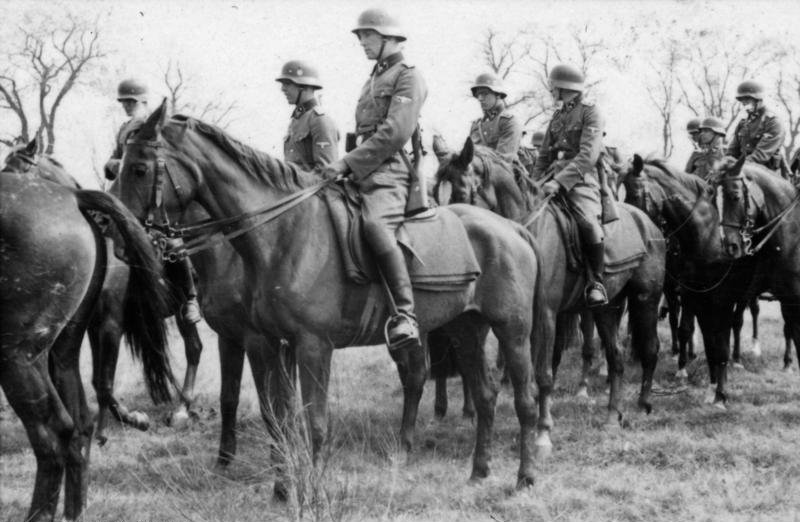
党卫队骑兵旅

党卫队骑兵旅是纳粹德国武武装党卫队的一个单位，曾参与第二次世界大战。该旅受党卫队全国领袖指挥参谋部控制，起初在波蘭總督府轄區执行后方治安任务。巴巴羅薩行動期间，该旅在陆军集团军后方区域指挥部轄區內活动。该旅曾与一些苏军部队交战，屠杀犹太人、共产党以及有蘇聯游擊隊嫌疑者。该旅在1942年解散，其人员被转入新成立的親衛隊第8師。